# Juan Ignacio Cerra
Juan Ignacio Cerra (* 16. Oktober 1976 in San Vicente, Provinz Buenos Aires) ist ein argentinischer Hammerwerfer.
Bei den Südamerikameisterschaften 1997 in Mar del Plata und bei den Iberoamerikanischen Meisterschaften 1998 gewann er Bronze. 1999 siegte er bei den Südamerikameisterschaften in Bogotá, holte Bronze bei den Panamerikanischen Spielen in Winnipeg und schied bei den Weltmeisterschaften in Sevilla in der Qualifikation aus.
2000 folgte einem Sieg bei den Iberoamerikanischen Meisterschaften ein Vorrundenaus bei den Olympischen Spielen in Sydney. Im Jahr darauf verteidigte er seinen Titel bei den Südamerikameisterschaften 2001 in Manaus, kam aber bei den Weltmeisterschaften in Edmonton erneut nicht über die erste Runde hinaus.
2003 triumphierte er bei den Südamerikameisterschaften in Barquisimeto und bei den Panamerikanischen Spielen in Santo Domingo und scheiterte bei den Weltmeisterschaften in Paris/Saint-Denis in der Qualifikation.
2004 siegte er erneut bei den Iberoamerikanischen Meisterschaften und schied bei den Olympischen Spielen in Athen in der ersten Runde aus.
2005 gelang ihm bei den Südamerikameisterschaften in Cali der vierte Sieg in Folge, bei den Weltmeisterschaften in Helsinki verpasste er es jedoch abermals, über die Qualifikation hinauszukommen. Siegen bei den Iberoamerikanischen Meisterschaften und bei den Südamerikameisterschaften 2006 in Tunja und 2007 in São Paulo folgte eine Bronzemedaille bei den Panamerikanischen Spielen 2007 in Rio de Janeiro.
2008 verteidigte er seinen Titel bei den Iberoamerikanischen Meisterschaften und schied bei den Olympischen Spielen in Athen in der Vorrunde aus.
2009 folgte einem Sieg bei den Südamerikameisterschaften in Lima ein weiteres Vorrundenaus bei den Weltmeisterschaften in Berlin, und 2010 errang er Silber bei den Iberoamerikanischen Meisterschaften. 2011 siegte er bei den Südamerikameisterschaften in Buenos Aires zum achten Mal in Folge, musste bei den Weltmeisterschaften in Daegu sein sechstes Ausscheiden in der Qualifikation hinnehmen. Bei den Panamerikanischen Spielen in Guadalajara wurde er Sechster.
2012 holte er Bronze bei den Iberoamerikanischen Meisterschaften. Bei den Olympischen Spielen in London schied er in der Vorrunde aus.
Bei den Südamerikameisterschaften 2013 in Cartagena errang er Silber.
Am 25. Juli 2001 stellte er in Triest mit 76,42 m den aktuellen Südamerikarekord auf.